# Janowice (Zamość)
Osiedle Janowice – dzielnica (Jednostka pomocnicza gminy) w Zamościu. Jest położona w jego zachodniej części. Granice tej dzielnicy to:
- od wschodu: rzeka Łabuńka
- od południa: ul. Królowej Jadwigi
- od zachodu: stare koryto rzeki Topornica i granica miasta
- od północy: granica miasta.

Nazwa dzielnicy związana jest z nazwą dawnej wsi Janowice, jaka zajmowała te tereny już od XV wieku, na wschodnim brzegu Łabuńki. Podczas modernizacji zamojskiej twierdzy mieszkańców wsi przeniesiono na zachodni brzeg tej rzeki. Dla odróżnienia od starszej części wprowadzono nazwę Janowice Duże oraz Janowice Małe (tereny dzisiejszego Os. Karolówka).
Zabudowa mieszkaniowa, zajmująca niewielką część jej powierzchni, składa się tylko z domów jednorodzinnych i skupia się wzdłuż kilku odrębnych ulic (m.in. fragment ulicy Dzieci Zamojszczyzny, Janowicka, Włościańska), w centralnej części dzielnicy; nie jest ponadto tak liczna i zwarta, jak w innych dzielnicach. Z kolei tereny pomiędzy ulicami Włościańską i Kruczą to miejsce budowy licznych, nowych domów.
Nie funkcjonują tu żadne obiekty oświaty i kościoły (najbliższe szkoły znajdują się na sąsiednim Osiedlu Orzeszkowej-Reymonta).
Przebiega tędy droga krajowa nr 74 – ulicami Dzieci Zamojszczyzny i al. 1 Maja, stanowiącymi zachodnią obwodnicę miasta.
Brak tu większych obiektów handlowych; wśród usług działa tu kilka warsztatów motoryzacyjnych. 

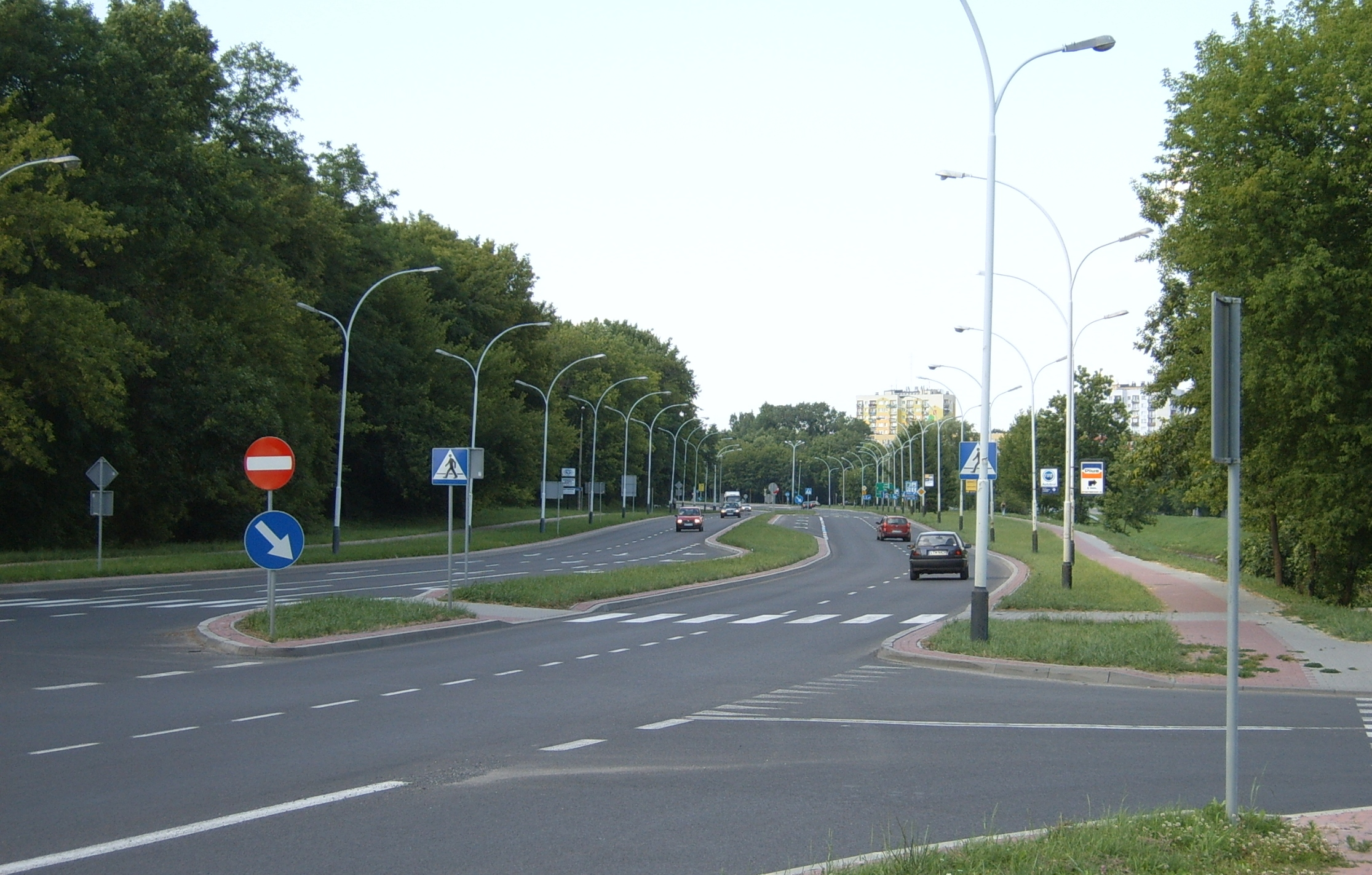
Ulica Dzieci Zamojszczyzny

W południowej części znajduje się Ośrodek Rekreacyjno-Wypoczynkowy "Duet" - obiekt noclegowy z krytym basenem i kortami tenisowymi, obok boisko oraz zamojskie Przedsiębiorstwo Gospodarki Komunalnej z ujęciem wody dla miasta (ul. Krucza). W północnej części (al. 1 Maja) położona jest oczyszczalnia ścieków.
Niezabudowane tereny zajęte są głównie przez łąki i tereny trawiaste. Niewielki fragment pomiędzy ulicami: Dzieci Zamojszczyzny i Krucza, zajmuje szeroki pas drzew. Wzdłuż lewego brzegu Łabuńki biegnie Bulwar Żółkiewski - Miast Partnerskich Zamościa.